# Од (річка)
Од (фр. Aude) — річка на півдні  Франції довжиною 224 км. Річка бере свій початок біля гірського масиву Карліт, (озеро Од на 2185 м над рівнем моря, у місті Кути ((Піренеї східні піренеї )), і впадає в Середземне море, за декілька кілометрів від Нарбонна,на кордоні департаментів Од і Еро.
Од тече по території регіону Лангедок - Руссільон. Річка дала назву однойменному департаменту Од.

## Походження назви
Вперше згадується в Руссільон ському циркулярі 1432 року.
В давнину і в середні віки мала безліч назв: Нарбон (Полібій), атаксія (Страбон, Пліній Старший, Помпоній Мела), Адіс. Ймовірно, справжня назва походить від деформованого Атаксія, даного Старбоном (Географія, книга IV). У свою чергу, ім'я Атаксія походить від галіського слова atacos, що означає бурхливий, дуже швидкий.

## Паводок 1999 року
Для середземноморського клімату характерний високий рівень опадів, що випадають восени, що може стати причиною руйнівних паводків.
12-13 листопада 1999 року в нижній течії річки стався паводок, який мав катастрофічні наслідки: 35 загиблих, близько сотні врятованих за допомогою плавзасобів, тисячі пошкоджених будівель і підприємств, 5000 гектарів частково спустошених виноградників, також були пошкоджені водопроводи, каналізація та звалище. Причиною паводку стало поєднання двох чинників - небачений рівень опадів (у Лезіньян-Корбьер до 620 мм, тобто більше річної норми опадів), а також сильний шторм в Ліонській затоці, який викликав підйом води в морі на 80 см, перешкодивши безперешкодному стоку величезної кількості води.